# Missile M51
Pour les articles homonymes, voir M51.
Le missile M51 est un missile mer-sol balistique stratégique (MSBS) français dont la partie haute peut contenir jusqu'à 10 têtes nucléaires ayant chacune une trajectoire indépendante.
Les missiles M51 équipent progressivement les sous-marins nucléaires lanceurs d'engins de 2010 à 2018, qui disposent alors d'une puissance de frappe équivalente à 1 000 fois Hiroshima. C’est le second vecteur de l'arme nucléaire en service dans l'armée française. C'est l'ultime recours, furtif et caché au fond des océans destiné aux frappes de riposte. Le premier étant les missiles de croisière préstratégiques ASMPA emportés par les Rafale B et M. Ces derniers jouent dans la doctrine française un rôle d'avertissement dont l'adversaire doit pouvoir observer la mise en œuvre par observation satellite afin de mesurer la détermination du président de la République française.

## Historique
Pour un article plus général, voir Histoire du missile balistique.

### Déroulement du programme M5 puis M51
Le programme de développement du missile M51 s'inscrit dans l'évolution de la force de dissuasion française, initiée par le missile M1 entré en service en 1971. Le missile M51 est destiné à succéder au M45.

#### Choix techniques
De nombreux travaux exploratoires ont été menés depuis la mise au point du missile M4 (et sa variante le M45), prédécesseur du M51, portant sur les différentes évolutions prévues pour le nouveau vecteur : utilisation du carbone pour l'enveloppe de tous les étages qui avaient jusque là recours à l'acier, plus lourd, méthode de chargement du propergol, butée flexible de tuyère à armature composite. Le nouveau missile beaucoup plus lourd (la masse passe de 35 à 54 tonnes) et volumineux (le diamètre passe de 1,93 à 2,3 m.) peut être adapté à la coque des sous-marins de la classe Triomphant en modifiant le système de suspension latérale. Mais cette modification modifie fortement le devis de masse du sous-marin et impose un investissement important. L'alternative est d'opter pour un nouveau propergol, le nitralane, beaucoup plus énergétique qui permet de conserver les mêmes dimensions et masse en améliorant fortement les performances. C'est le choix fait par les américains lors de leur passage du missile Poseidon C3 au missile Trident 1 C4. L'utilisation du nitralane permet de conserver la masse embarquée sur le sous-marin et d'améliorer le M4 de manière importante. Mais la mise au point par les Américains du lanceur utilisant le nitralane a été difficile, avec notamment une explosion des 50 tonnes du propergol du missile (l'équivalent de 90 tonnes de TNT) lors d'un tir. Pour trancher, un groupe de travail est créé, réunissant tous les acteurs concernés. Une méthode d'analyse de la valeur prenant en compte à la fois les conséquences sur les infrastructures opérationnelles et industrielles et les conséquences au niveau des capacités des missiles et de leur évolution conclut sans ambiguïté en faveur de l'accroissement de la masse et de la taille du missile et ne retient pas le recours au nitralane.

#### Lancement des développements
Lancé en 1992, le projet M-5 intégrait un 3e étage manœuvrant permettant au missile une meilleure précision. Mais en février 1996, le président Jacques Chirac renonce au développement de cet étage pour des raisons budgétaires et le M-5 devient le M-51. Le programme de missile M-51 est alors lancé en le destinant à remplacer à l’horizon 2010 le M-45, version la plus performante du M-4. La précision du M-51 sera moindre que son équivalent américain, le Trident 2. Ce projet de développement d'une nouvelle génération de missiles balistiques a nécessité une phase de développement ayant mobilisé près d'un millier d'ingénieurs et de techniciens pendant quatre ans. Sa durée de développement a été réduite de manière à pouvoir équiper directement les sous-marins nucléaires lanceurs d'engins de SNLE de nouvelle génération (SNLE NG) de la force océanique stratégique française (FOST) à compter de 2010, cet aménagement du calendrier permettant une économie globale de plus de 800 millions d'euros sur le développement de l'ensemble des programmes SNLE-NG, M45 et M51[réf. nécessaire].
Le développement du système de mise en œuvre du M51 à la base opérationnelle de l’Île Longue a débuté en 1999. À Guenvénez sont concernés les bâtiments qui doivent accueillir la partie propulsion du futur missile, répondre aux contraintes pyrotechniques, satisfaire le besoin de protection contre la foudre et assurer la protection de l’environnement — le tout dans une chronologie serrée de réalisation. À l’Île Longue, il s'agit de l’érection du bâtiment de jonctionnement des nouveaux missiles et de la construction d’une voie ferrée hautement sécurisée pour le transport à l’horizontale du missile jusqu’aux abords du sous marin où le missile est verticalisé.
Le projet a employé 6 000 ingénieurs, techniciens et compagnons de plus de 900 industriels français, dont 140 fournisseurs directs et 40 maîtres d’œuvre de sous-systèmes dont plus de 40 % sont des PME et environ 15 % sont des entreprises de taille intermédiaire. Les activités liées au M51 se situent sur les sites protégés du groupe autour de Bordeaux en Aquitaine, des Mureaux en région parisienne et sur le site de la Marine Nationale de l’Ile Longue où ArianeGroup assure une présence continue de 250 personnes,.

#### Campagne d'essais
Une première campagne de huit essais de lancement de maquettes « Jonas » (Virginie et Magali) instrumentées, à l'échelle 1 du M51 a commencé le 27 novembre 2003 et s'est achevée 17 octobre 2005 à Toulon[réf. nécessaire]. Tous les essais ont été des succès.
Un premier vol expérimental du missile stratégique M51 (sans arme) est effectué le 9 novembre 2006 malgré la présence d'opposants sur le site du Centre d’essais des Landes. Lancé vers 9 h 45 à Biscarrosse, il atteint environ un quart d'heure plus tard son point d’impact dans l'Atlantique nord, au large des côtes américaines, après une rentrée dans l’atmosphère à Mach 25. Avant même ce tir, le ministère des Affaires étrangères canadien émet une protestation auprès de la France et lui demande même de l'annuler en raison de risques pour le transport aérien (chute de débris). Le gouvernement canadien réitère ses demandes à l'occasion du deuxième tir, qui a lieu avec succès le 21 juin 2007 à 10 h 14 avec amerrissage dans l'espace aérien américain, mais proche de celui du Canada. Un troisième tir sous-marin a lieu avec succès le 13 novembre 2008 à 10 h 05
Un tir d'essai a eu lieu le 19 avril 2023 depuis le SNLE Le Terrible, sans charge nucléaire.

### Version M51.1
| SNLE          | M45  | M51.1 | M51.2 |
| SNLE          | TN75 | TN75  | TNO   |
| ------------- | ---- | ----- | ----- |
| Le Triomphant | 1997 |       | 2016  |
| Le Téméraire  | 1999 |       | 2019  |
| Le Vigilant   | 2004 | 2013  |       |
| Le Terrible   |      | 2010  |       |

Le quatrième tir est le premier effectué à partir d'un sous-marin en plongée depuis Le Terrible (S619), immergé en baie d'Audierne le 27 janvier 2010 à 9 h 25. Le missile a parcouru environ 4 500 kilomètres en 20 minutes.
Après les cinq premiers tirs, tous effectués avec succès, la mise en service du missile est prononcée le 27 septembre 2010. Trois lots de 16 missiles M51 ont été commandés. Le premier lot de 16 missiles au standard M51.1 a été livré en 2010 et sa mise en service a eu lieu en même temps que celle du quatrième SNLE NG Le Terrible. La force de frappe du Terrible atteint 96 têtes nucléaires furtives et indépendantes TN75 de 110 kt chacune pour une puissance globale équivalente à 700 fois (7,3 fois chacune) la bombe utilisé à Hiroshima (15 kilotonnes). Le deuxième SNLE NG Le Vigilant a été mis à niveau à Brest entre 2010 et 2012 afin de lancer les M51.1 après 30 mois de travaux et 4 millions d’heures de travail effectuées par 1 100 personnes et livré en 2013.
Un tir d'essai effectué le 5 mai 2013 depuis le SNLE Le Vigilant est un échec,. Le ministère de la Défense affirme que « la sortie du missile à partir du sous-marin s’est déroulée normalement et en toute sécurité pour le sous-marin et son équipage » mais que lors de la première phase du vol, un incident s’est produit et a entraîné l’autodestruction du missile.

### Version M51.2
Pour 2015, Astrium Space Transportation prépare une version M51.2 lui permettant d'exploiter la nouvelle tête nucléaire océanique (TNO), plus furtive, dotée de meilleures aides à la pénétration, et d'une puissance estimée de 100 kt, qui est développée par le CEA/DAM, pour une puissance globale équivalente à 1000 fois (7 fois par tête × 10 têtes × 16 missiles) la bombe utilisée à Hiroshima. Un nouveau tir d'essai du missile balistique a été couronné de succès le 30 septembre 2015 à 10 h 28. Il pourrait s'agir de la version M51.2, qui a survolé l'Atlantique nord sans sa charge nucléaire. Cette nouvelle version doit être déployée en 2016. Le coût total du projet est de 3,5 milliards d'euros.
Le huitième tir d'essai du M51.2 a lieu avec succès le 1er juillet 2016 depuis le sous-marin Le Triomphant, dont la mise à niveau a débuté en 2013. À cette date, trois des quatre sous-marins nucléaires lanceurs d’engins en service en sont équipés. Le dernier à recevoir le M51 est Le Téméraire qui peut lancer des M51.2 depuis 2018 et effectue un tir d'essai le 12 juin 2020.

### Version M51.3
L'évolution M51.3 du missile est en cours de développement depuis 2014, et devrait être livrée en 2025. Ce missile permettra d'augmenter la portée de plusieurs centaines de kilomètres et équipera les futurs SNLE 3G en cours de développement, pour être mis en service en 2030. Cette version reprend les caractéristiques du M51.2 avec un troisième étage amélioré, dans le but d'augmenter la portée maximale, mais également de garantir la pénétration en 2030 des défenses antimissiles adverses,.
Le premier tir d'essai de cette variante a été effectué depuis le site DGA Essais de missiles situé à Biscarrosse, sans charge nucléaire, le 18 novembre 2023 avec succès.
Cette version sera le vecteur d’une nouvelle Tête Nucléaire Océanique, la TNO-2.

### Version M51.4
Portée, précision et capacité de pénétration améliorées ; ces missiles étant modernisés tous les dix ans, il devrait entrer en service en 2035.

## Contractants
Le service des programmes nucléaires et de missiles de la direction générale de l'Armement (DGA), qui est chargé de la direction du programme, a notifié fin 2004 à EADS — devenue ArianeGroup depuis 2016 — une commande d’un montant de trois milliards d’euros pour la production du missile balistique M51[réf. nécessaire].
Dans la continuité des systèmes de missiles balistiques de la force de dissuasion française, développés initialement par Aérospatiale, y compris les études initiales, ArianeGroup, après la reprise de cette activité à partir de 1998, est responsable du développement et de la production des missiles M51 ainsi que de leur système de mise en œuvre à la base opérationnelle de l’Île Longue et à bord des SNLE, en association avec Naval Group (anciennement DCNS). Pendant toute la durée de vie des systèmes elle sera responsable de leur maintien en condition opérationnelle.
Le GIE G2P a quant à lui assuré la maîtrise d’œuvre du développement de la propulsion du missile, en coordonnant les activités de ses deux sociétés mères (Snecma Propulsion Solide et SNPE Matériaux Énergétiques) jusqu'à la fusion de celles-ci en 2012 dans la société Herakles, filiale de Safran.
Le 30 juin 2016, les activités des groupes Airbus et Safran sur le M51 et les lanceurs sont regroupés au sein de la coentreprise Airbus Safran Launchers renommée ArianeGroup en juin 2017.
Environ 4 000 ingénieurs, techniciens et compagnons sont engagés dans ce projet. Ils proviennent majoritairement du groupe ArianeGroup suivi des principaux autres partenaires - DCNS, Thales, Sodern, Souriau, Zodiac Aerospace - et de sous-traitants issus de nombreuses petites et moyennes entreprises. La filière industrielle complète du M51 représente plus de 450 industriels français, dont 140 fournisseurs directs et 40 maîtres d’œuvre de sous-systèmes - 25 % d’entre eux sont des PME ou TPE.

## Caractéristiques
Le M51 est un missile à trois étages, d'une hauteur de 12 mètres, d'une masse totale supérieure à 50 tonnes (54 maximum, contre 36 tonnes pour le missile M45) qui a été conçu afin de pouvoir être lancé depuis un sous-marin en plongée. Éjecté par un système de chasse à poudre, le missile jaillit de l’eau puis allume son moteur à quelques dizaines de mètres de la surface.
Ses étages sont dotés de propulseurs équipés de tuyères à butées flexibles, développant 180 tonnes de poussée, ce qui lui permet d'atteindre la vitesse de Mach 15 (19 000 km/h). Les structures sont réalisées en fibre de carbone/ époxy bobinée. Sa propulsion est de technologie voisine de celle des propulseurs d'appoint de la fusée civile Ariane 5. Le carburant utilisé est un propergol solide (perchlorate d’ammonium), qui se présente sous la forme d’une gomme grisâtre[réf. nécessaire].
De par leurs dimensions — plus de deux mètres de diamètre pour près de six mètres de haut —, les corps de propulseurs actuellement en fabrication qui sont destinés au premier étage du missile sont aujourd'hui les plus grandes structures composites jamais réalisées en Europe pour un étage à poudre, et les deuxièmes au niveau mondial, derrière celles de Thiokol Propulsion aux États-Unis[réf. nécessaire].
Le M51 diffère de son prédécesseur, le M45, non seulement en termes de dimensions, mais également d'interface avec les tubes de lancement. Il présente également de nombreuses améliorations.

Comparaison des systèmes d'armes : à gauche, SNLE équipé du M4. À droite, SNLE-NG équipé du M45, et le M51.1.

Le missile M51 dispose d’une capacité d’emport accrue (le nombre maximum de têtes passe de 6 à 10), pouvant aller jusqu'à près du double de celle du M45, et ce outre son plus grand diamètre grâce à l'adoption d'un profil de coiffe hydrodynamique trapu complété par un pare-vent télescopique, réducteur de traînée aérodynamique.
La première version dite M51.1 est armée pour emporter les ogives furtives TN 75 de 110 kt qui équipent l'actuel M45.
À partir de 2016 une version améliorée dite M51.2 sera équipée de nouvelles ogives TNO de 100 à 300 kt,,. Il est également doté d'une capacité d'objectifs multiples lui permettant de frapper plusieurs objectifs éloignés sur une zone de 220 × 60 km2 (13 200 km2) grâce à un système d'espacement des têtes intégré à la partie haute du missile.
Alors que les missiles M45 avaient une portée de l'ordre de 6 000 km, ce nouveau vecteur nucléaire a des performances balistiques qui lui confèrent une portée supérieure. Pour la version M51.1 la portée maximale bien que tenue secrète, et dépendante du nombre d'ogives embarquées, est estimée à 6 000 km avec une charge de 1 400 kg correspondant à six charges TN75, et 14 000 km avec une seule charge TN75. Le missile est capable d'assurer un vol pouvant dépasser 1 000 km d’altitude, avec une précision améliorée par rapport aux missiles actuels M45. Avec la version M51.2 la portée est estimée à 9 000 km avec 6 charges TNO et la partie haute possède une meilleure aptitude à pénétrer les défenses adverses. Ces caractéristiques permettent aux sous-marins de restreindre leurs zones de patrouille en évitant le goulet du détroit de Gibraltar : l'ouest du golfe du Bengale ou l'Amérique du Nord sont ainsi accessibles depuis la zone de patrouille Atlantique et le continent euro-asiatique depuis l'océan Indien. Chaque sous-marin embarque seize missiles stratégiques.
Enfin, selon certains analystes, la « perfection » des six tirs de la TN 75 effectués à Moruroa et Fangataufa entre le 5 septembre 1995 et le 27 janvier 1996 et l'accord de coopération franco-américain du 17 juin 1996 laisseraient augurer du succès de « la mise au point d'armes à capacité variable, l'ultra-miniaturisation pour objectifs ponctuels (la mise en place de systèmes de guidage à précision métrique) et les armes de troisième génération destinées à générer de puissantes impulsions électromagnétiques ».
Un processus de recyclage des carburants est prévu avec la destruction par des bactéries.

## Contestations
En 2003, dans un ouvrage puis dans différentes interviews, le général (en 2e section) Étienne Copel conteste l'intérêt du remplacement du M45 par le M51 ainsi que celui du format de la FOST à quatre SNLE. Selon Copel, « remplacer les M45 par les M51 [...] n'est pas un progrès. C'est une régression. Qui nous coûtera environ 15 milliards d'euros ». Il justifie cette critique par des motifs économiques (« défense civile, modernisation des Armées et réduction du déficit de l'État ») et stratégiques. Cependant il signera plus tard une tribune libre intitulée « N'abandonnons pas la dissuasion nucléaire » dans laquelle il se prononcera pour ce qui sera finalement réalisé, l'étalement du programme de missiles M51, la limitation des patrouilles de sous-marins en mer, et la diminution du nombre de Rafale nucléaires.
Sur le nombre de sous-marins, il est à noter que durant la guerre froide trois SNLE patrouillaient en permanence, et que le format a déjà été réduit en 1999 de cinq à quatre SNLE (dont un en patrouille, un disponible à quai, à la mer ou en entraînement, deux en entretien de longue et de courte durée). Le nombre d'escadrons pilotés nucléaires passe aussi de trois à deux. Concernant le coût, un rapport du Sénat de 2004 montre « qu'en monnaie constante, le budget de la dissuasion nucléaire a été divisé par deux entre 1990 et 2005 » et devrait avoisiner « moins de 18 % de l'effort d'équipement militaire en 2008 ».
Depuis 2006, le missile M51 fait l'objet d'une campagne de contestation, « non au missile M51 », initiée par le collectif du même nom, composé de 13 organisations antinucléaires et pacifistes dont le Réseau Sortir du nucléaire et le Mouvement de la paix. Selon eux, le M51 constitue un encouragement à la prolifération nucléaire contrevenant aux dispositions de l'article VI du Traité de non-prolifération nucléaire (TNP). Le 23 septembre 2006, quelque temps avant la période (supposée par les manifestants) choisie par le ministère de la Défense (DGA EM) pour le premier tir d'essai du missile M51, une manifestation a rassemblé 1 500 personnes à Biscarrosse. Le collectif « non au missile M51 » annonce avoir bloqué le 19 juin 2007 un deuxième vol expérimental grâce à la présence d'opposants réalisant ce qu'ils appellent une inspection citoyenne,. L'année suivante, le 21 mars 2008, le président de la République annonce une réduction du nombre de têtes nucléaires embarquées sur SNLE : « Après cette réduction, notre arsenal comprendra moins de 300 têtes nucléaires » contre 348 aujourd'hui.
Le premier procès des opposants aux tirs d'essai du M51 s'est tenu le 8 septembre 2010 à Mont-de-Marsan. Les sept activistes du collectif ont comparu pour l'occupation d'un radar au Centre d'essai de lancement de missile (CELM) de Biscarrosse, le 1er décembre 2009, jour de l'ouverture du créneau de tir du 4e tir d'essai du missile M51. Ils ont été reconnus coupables avec dispense de peine, alors qu'ils avaient dans un premier temps été condamnés sans débats contradictoires à 150 euros de contraventions. Cependant malgré l'action de ces opposants, les cinq tirs prévus seront finalement conduits avec succès jusqu'au tir d’acceptation à partir du SNLE NG Le Terrible en juillet 2010.

## Liste des tirs d'essai
| no | Date              | Site de lancement | Résultat | Source |
| -- | ----------------- | ----------------- | -------- | ------ |
| 1  | 9 novembre 2006   | CELM              | Succès   | [ 64 ] |
| 2  | 21 juin 2007      | CELM              | Succès   | [ 65 ] |
| 3  | 13 novembre 2008  | CELM              | Succès   | [ 66 ] |
| 4  | 27 janvier 2010   | Le Terrible       | Succès   | [ 67 ] |
| 5  | 10 juillet 2010   | Le Terrible       | Succès   | [ 68 ] |
| 6  | 5 mai 2013        | Le Vigilant       | Échec    | [ 69 ] |
| 7  | 30 septembre 2015 | DGA EM            | Succès   | [ 70 ] |
| 8  | 1er juillet 2016  | Le Triomphant     | Succès   | [ 71 ] |
| 9  | 12 juin 2020      | Le Téméraire      | Succès   | [ 72 ] |
| 10 | 28 avril 2021     | DGA EM            | Succès   | [ 73 ] |
| 11 | 19 avril 2023     | Le Terrible       | Succès   |        |
| 12 | 18 novembre 2023  | DGA EM            | Succès   | [ 74 ] |